# Coryphaenoides zaniophorus
Coryphaenoides zaniophorus es una especie de pez de la familia Macrouridae en el orden de los Gadiformes.

## Morfología
• Los machos pueden llegar alcanzar los 40 cm de longitud total.

## Alimentación
Come principalmente organismos  bentónicos: anfípodo , copépodos, poliquetos, ostrácodos, equinodermos, Natantia , etc.).

## Depredadores
En Los Estados Unidos es depredado por Merluccius albidus .

## Hábitat
Es un pez de aguas profundas que vive entre 400-2.375 m de profundidad.

## Distribución geográfica
Se encuentra en el  Atlántico occidental (Bahía de Chesapeake-este de los Estados Unidos -, Golfo de México y Mar Caribe) y en el Atlántico oriental (desde Mauritania hasta Costa de Marfil ).